# Swell Creek Records
Swell Creek Records ist ein deutsches Musiklabel aus Hamburg.  Es hat bislang vor allem deutsche Bands veröffentlicht, die sich den Hardcore, Melodic Hardcore und/oder Metalcore widmen. Für den Vertrieb ist Soulfood verantwortlich. 

## Geschichte
Gegründet wurde das Label ursprünglich in Hannover von Bauke De Groot, Bassist von Hate Squad. Die erste unter Vertrag genommene Band war Rasheed aus Hannover, die sich als Türöffner für die ebenfalls aus Hannover stammende Band Kju: erwies. Nach Auslaufen des Vertrags bei Gun Records veröffentlichte Bauke De Groot 2004 mit H8 For The Masses das erste Album seiner Band Hate Squad nach sieben Jahren Pause.
Mit Violent Creek Records existiert seit 2014 ein Tochterlabel, das insbesondere auf Thrash Metal und verwandte Spielarten spezialisiert ist.
Gründer Bauke de Groot erlag im August 2021 einem Krebsleiden. Seine Ehefrau Joni de Groot führt die Geschäfte des Labels fort.

## Künstler (Auswahl)
- Anchors & Hearts
- Ash Return
- A Traitor Like Judas
- Boy Hits Car
- Coyotes
- Hate Squad
- I Am Revenge
- JR Ewing
- Maintain
- One Morning Left
- Spider Crew
- Virtue Concept